# Pollia macrobracteata
Pollia macrobracteata là một loài thực vật có hoa trong họ Commelinaceae. Loài này được D.Y.Hong miêu tả khoa học đầu tiên năm 1997.